# Cantonul Callac
Cantonul Callac este un canton din arondismentul Guingamp, departamentul Côtes-d'Armor, regiunea Bretania, Franța.

## Comune
- Bulat-Pestivien
- Calanhel
- Callac (reședință)
- Carnoët
- Duault
- Lohuec
- Maël-Pestivien
- Plourac'h
- Plusquellec
- Saint-Nicodème
- Saint-Servais